# Camponotus arabicus
Camponotus arabicus é uma espécie de inseto do gênero Camponotus, pertencente à família Formicidae.